# Diploeida modesta
Diploeida modesta är en skalbaggsart som beskrevs av Louis Albert Péringuey 1907. Diploeida modesta ingår i släktet Diploeida och familjen Cetoniidae. Inga underarter finns listade i Catalogue of Life.